# Flo Hart
Flo Hart, o Florence Hart, nata Florence Cecelia Hart (Liverpool, 8 gennaio 1893 – Germantown (Filadelfia), 30 marzo 1960), è stata un'attrice statunitense.
Attrice del teatro di rivista, fu una delle famose Ziegfeld Girls. Nella sua carriera, girò anche quattro film. 

## Vita privata
Si sposò con Kenneth Harlan, un noto attore del cinema muto. Il matrimonio, celebrato il 26 giugno 1920, finì nel 1922 con un divorzio.

## Spettacoli teatrali
- Ziegfeld Follies of 1912 (Broadway, 12 ottobre 1912)
- Watch Your Step (Broadway, 8 dicembre 1914)
- Ziegfeld Follies of 1915 (Broadway, 21 giugno 1915)
- Stop! Look! Listen! (Broadway, 25 dicembre 1915)
- Ziegfeld Follies of 1916 (Broadway, 12 giugno 1916)
- The Century Girl (Broadway, 6 novembre 1916)
- Miss 1917 (Broadway, 5 novembre 1917)
- Words and Music (24 dicembre 1917)

## Filmografia
- A Tokyo Siren, regia di Norman Dawn (1920)
- The Prince Chap, regia di William C. de Mille (1920)
- It Can Be Done, regia di David Smith (1921)
- The Son of Wallingford, regia di George Randolph Chester, Lillian Christy Chester (come Mrs. George Randolph Chester) (1921)